# Urocystis xilinhotensis
Urocystis xilinhotensis är en svampart som beskrevs av L. Guo & H.C. Zhang 2005. Urocystis xilinhotensis ingår i släktet Urocystis och familjen Urocystidaceae.   Inga underarter finns listade i Catalogue of Life.